# American Oil Chemists’ Society
Die American Oil Chemists’ Society (AOCS, Amerikanische Öl-Chemiker-Gesellschaft) ist eine im Mai 1909 unter dem Namen Society of Cotton Products Analysts gegründete Berufsorganisation für Chemiker, die sich mit der Chemie von Ölen und Fetten befassen. Der Name wurde 1920 in American Oil Chemists' Society geändert. Sitz der Gesellschaft ist in Champaign (Illinois). Die AOCS befasst sich mit der Chemie von Ölen und Fetten, insbesondere Bleichmethoden, Ertrag von Zellulose, Farbe, Fettanalyse, Glycerin-Analyse, Raffination, Analysen von Ölsaaten und Mahlgut, Analyse von Seifen und synthetischen Detergentien, technischer Sicherheit und einheitliche Methoden. Damit handelt es sich um eine der wichtigsten Fachkörperschaften, die sich mit Ölsaaten und Fetten aus der Landwirtschaft befassen.

## Veröffentlichungen
Ab 1924 veröffentlicht die Gesellschaft eine Zeitschrift das Journal of the Oil and Fat Industries. 1927 wurde die Publikation in Oil and Fat Industries umbenannt, 1932 in Oil and Soap und ab 1947 das Journal of the American Oil Chemist Society (JAOCS). Das Organ Inform AOCS liefert den Mitgliedern aktuelle Informationen zu Aktivitäten des Berufsverbandes. Zusätzlich veröffentlicht die AOCS zwei Magazine, Lipids und das Journal of the American Oil Chemists’ Society. Die erste Europäische Tagung zum Thema Oil Processing and Biochemistry of Lipids fand vom 19. bis 20. September 1996 in der Universität von Burgund in Dijon statt. Sie wurde organisiert mit Unterstützung durch die Commission of the European  Communities, das Conseil Régional de Bourgogne und die Stadt Dijon. 
Neben der Fachzeitschrift und dem Mitteilungsorgan veröffentlicht die AOCS im Verlauf der Geschichte über 130 Fachbücher zum Thema Öle und Fette.

## Assoziationen
Die AOCS ist in sechs Arbeitsgruppen der Internationalen Organisation für Normung (ISO) als A-Liaison vertreten, d. h. die Beiträge werden als effektive Beiträge zur Arbeit der ISO verstanden.